# Agapetes hosseana
Agapetes hosseana är en ljungväxtart som beskrevs av Friedrich Ludwig Diels. Agapetes hosseana ingår i släktet Agapetes och familjen ljungväxter. Inga underarter finns listade i Catalogue of Life.